# The Soundboard Series
The Soundboard Series è un boxset di album dal vivo del gruppo rock britannico Deep Purple, pubblicato nel 2001.
Il cofanetto è composto da sei doppi CD, per un totale di dodici dischi, con registrazioni tratte da sei diversi concerti.

## Lista CD
- Melbourne 2001 (2 CD)
- Wollongong 2001 (2 CD)
- Newcastle 2001 (2 CD)
- Hong Kong 2001 (2 CD)
- Tokyo 24 March 2001 (2 CD)
- Tokyo 25 March 2001 (2 CD)

## Formazione
- Ian Gillan - voce
- Steve Morse - chitarra
- Jon Lord - tastiera, organo
- Roger Glover - basso
- Ian Paice - batteria, percussioni